# Melanococcus darwiniensis
Melanococcus darwiniensis är en insektsart som först beskrevs av Williams 1985.  Melanococcus darwiniensis ingår i släktet Melanococcus och familjen ullsköldlöss. Inga underarter finns listade i Catalogue of Life.